# برسون‌لو (ترتر)
برسون‌لو (به لاتین: Borsunlu) یک منطقه مسکونی در جمهوری آذربایجان است که در شهرستان ترتر واقع شده است. برسون‌لو ۱۰۹۳ نفر جمعیت دارد.